# Unterklettgau (huyện)
Huyện Unterklettgau (tiếng Pháp: District du Unterklettgau, tiếng Đức: Bezirk Unterklettgau) là một huyện hành chính của Thụy Sĩ. Huyện này thuộc bang Schaffhausen. Huyện Unterklettgau có diện tích 41 km², dân số theo thống kê của cục thống kê Thụy Sĩ năm 1999 là 4293 người. Trung tâm của huyện đóng ở Hallau. Mã của huyện là 1406.